# Лада (притока Утроје)
Лада (рус. Лада; лет. Lada) река је која протиче преко крајњег истока Летоније (историјска регија Латгалија) и крајњег запада Русије (Питаловски рејон Псковске области).
Извире у источном делу Летоније на подручју Капачовске шуме и углавном тече у смеру североистока. Укупна дужина водотока је 40 km (од чега је 3,3 km на територији Летоније), а површина сливног подручја око 262 km² (30,1 km² на тлу Летоније). Десна је притока реке Утроје (лева притока Великаје) у коју се улива на њеном 54. километру узводно од ушћа. Припада басену реке Нарве, односно Финског залива Балтичког мора.